# Северо-Курильский район
Се́веро-Кури́льский район — административно-территориальная единица (район), в границах которой вместо упразднённого одноимённого муниципального района образовано муниципальное образование Северо-Курильский городской округ в Сахалинской области России.
Район целиком располагается на островах, представляющих северный отрезок Большой Курильской гряды (до пролива Дианы на юге). Крупнейший остров района — Парамушир. Административный центр — город Северо-Курильск, расположенный на крупнейшем острове.

## География
Северо-Курильский район относится к районам Крайнего Севера. На юге через пролив Дианы граничит с Курильским районом, на севере через Первый Курильский пролив — с Камчатским краем (Елизовский район).
В состав района и городского округа входят острова Большой Курильской гряды: Атласова, Шумшу, Парамушир, Анциферова, Маканруши, Онекотан, Харимкотан, Чиринкотан, Экарма, Шиашкотан, Райкоке, Матуа, Расшуа, Ушишир, Кетой, и все мелкие острова, расположенные вблизи перечисленных островов.

## История
Только на Парамушире как единственном обитаемом острове района (на начало XXI века) сохраняется многовековая непрерывность человеческой жизнедеятельности. До начала XXI века также заселён был соседний с Парамуширом остров Шумшу.
До 2000 года благодаря гарнизону российских военных был заселён остров Матуа.
До 2005 года существовали погранзаставы на острове Онекотан — «Шестакова» на западном побережье и «Онекотан» на восточном (в XXI веке — урочище Онекотан).
5 июня 1946 года был образован Северо-Курильский район в составе Южно-Сахалинской области Хабаровского края. 2 января 1947 года Южно-Сахалинская область была ликвидирована, её территория включена в состав Сахалинской области, которая была выведена из состава Хабаровского края.
Согласно исследованиям советских учёных конца XX  века, побережье Второго Курильского пролива, где проживало практически всё население района  (поселки Северо-Курильск, Байково, Козыревский), относится к районам с очень высокой степенью опасности цунами. Гораздо менее опасны практически безлюдные участки Охотоморского побережья о-ва Парамушир, где ранее также имелись населенные пункты.
Городской округ образован 1 января 2005 года. До 2012 года основным наименованием являлось Северо-Курильский район, после 2012 года — Северо-Курильский городской округ.
В 2021 году благодаря расконсервации военной инфраструктуры возобновлена человеческая жизнедеятельность на острове Матуа.

## Население
| 1959   | 1970  | 1979  | 1989  | 2002  | 2009  | 2010  |
| ------ | ----- | ----- | ----- | ----- | ----- | ----- |
| 10 619 | ↘3888 | ↗4236 | ↗5420 | ↘2592 | ↘2389 | ↗2536 |
| 2011   | 2012  | 2013  | 2014  | 2015  | 2016  | 2017  |
| ↘2531  | ↗2634 | ↘2560 | ↘2487 | ↘2448 | ↗2501 | ↗2587 |
| 2018   | 2019  | 2020  | 2021  | 2023  |       |       |
| ↘2507  | ↘2485 | ↗2593 | ↘2374 | ↗2439 |       |       |

## Населённые пункты
В состав района (городского округа) : входят 2 населённых пункта, расположенные на 2-х разных островах:
| № | Населённый пункт | Тип населённого пункта        | Население |
| - | ---------------- | ----------------------------- | --------- |
| 1 | Байково          | село                          | →0        |
| 2 | Северо-Курильск  | город, административный центр | ↗2439     |

После передачи Южного Сахалина и Курил СССР в состав района было включено ряд населённых пунктов, ныне не существующих:
| Бывшее японское название | Новое советское название |
| ------------------------ | ------------------------ |
| Сурибачи                 | Океанский                |
| Какуманбецу              | Шелехово                 |
| Нагасаки                 | Козыревское              |
| Канинома                 | Бабушкино                |
| Сокубецу                 | Маяк                     |
| Накагава                 | Шестаково                |
| Сакумуя                  | Боевой                   |
| Руисан                   | Рифовое                  |
| Карасугава               | Утёсный                  |
| Хиноригава               | Левашово                 |
| Хаянка                   | Прибрежный               |
| Кидзи (Нидзи)            | Васильево                |
| Мамия                    | Каменистый               |
| Москао                   | Галкино                  |